# 左宗国
左宗国（1952年—），湖南湘潭人，汉族，中华人民共和国政治人物、第十一届全国人民代表大会甘肃地区代表。中国人民武装警察少将军衔。
毕业于解放军西安政治学院军事法学专业，是中共党员。担任武警甘肃省总队总队长。2008年起担任全国人大代表。